# Juggernaut

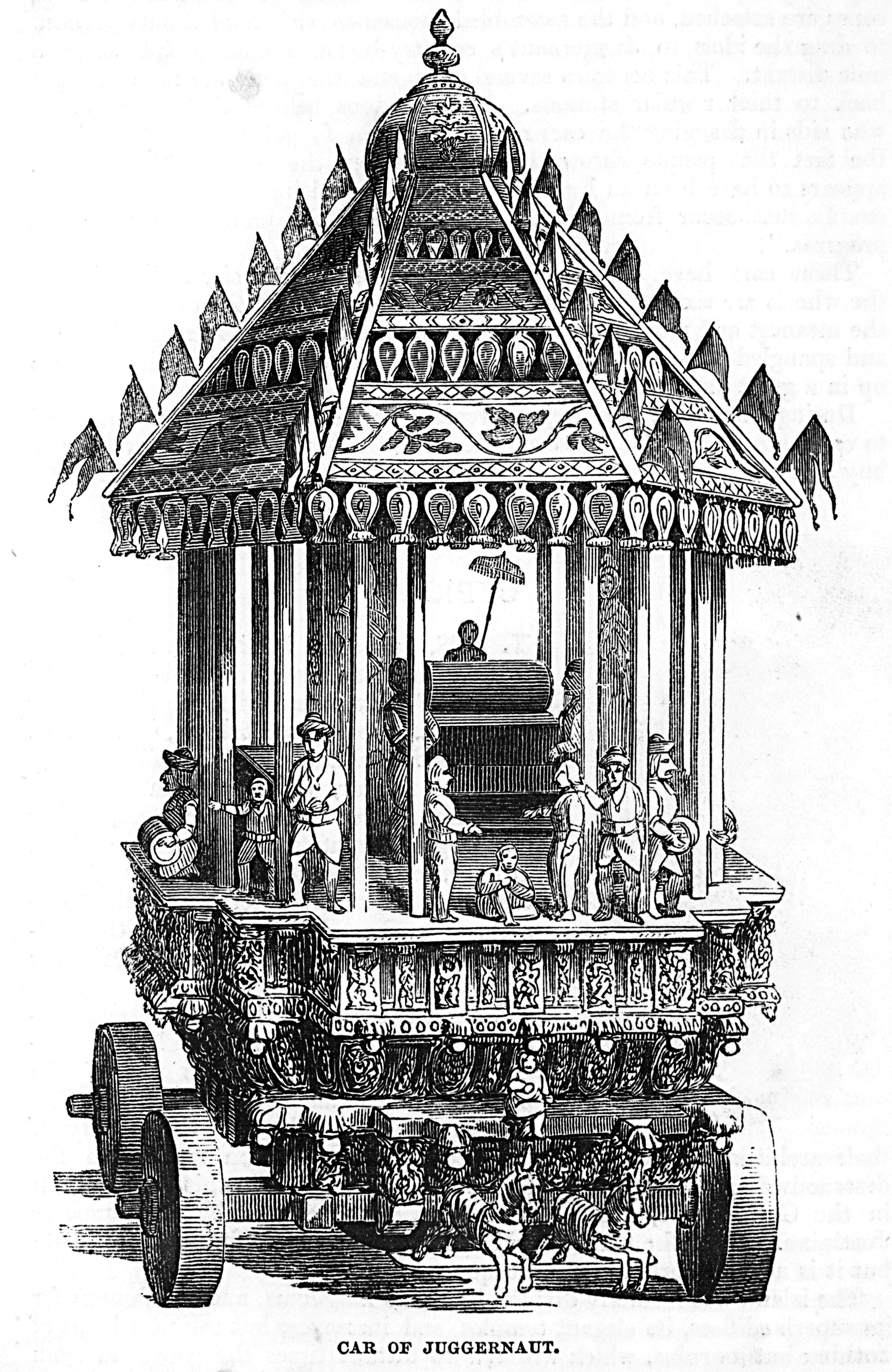
Il carro di Juggernaut, da un'immagine nellIllustrated London Reading Book del 1851

Juggernaut è un termine inglese che indica una forza inarrestabile, reale o metaforica.

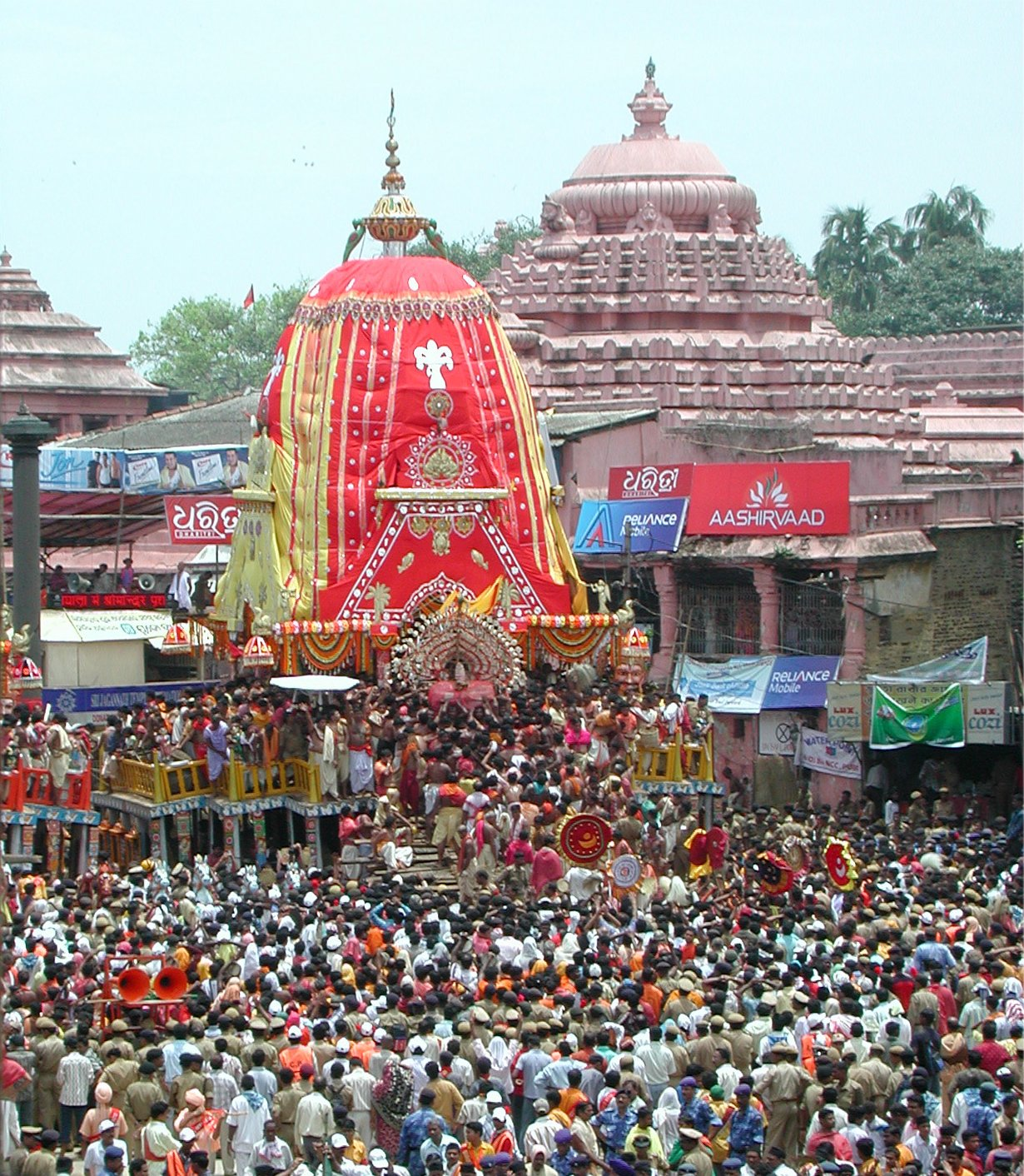
Celebrazione moderna, 2007

## Etimologia
Il termine deriva dal sanscrito जगन्नाथ Jagannātha (cioè «Signore dell'Universo») ed è uno dei molti nomi della divinità Krishna, dalle antiche scritture Veda indiane. Uno dei più famosi templi indiani è quello di Jagannath, a Puri (nello stato indiano di Orissa), nel quale si tiene la Ratha Yatra (lett. «processione di carri»), una processione annuale che trasporta i murti (statue) di Jagannâtha (Krishna), Subhadra e Balabhadra (fratello maggiore di Krishna). La propaganda coloniale inglese, ansiosa di dipingere usi e costumi induisti come «barbari» e «primitivi», raccontava che, come atto di devozione verso l'idolo che vi era trasportato, alcuni fedeli si gettassero sotto le ruote del carriaggio.

## Uso
- Il termine è stato usato in connessione all'alcolismo, durante l'epoca vittoriana, per esempio per descrivere il personaggio di Mister Hyde, nel romanzo Lo strano caso del dottor Jekyll e del signor Hyde di Robert Louis Stevenson.[3]
- È usato da Marx ne Il capitale. [4]
- Il termine è stato usato da Allen Ginsberg nelle sue Note appiè di pagina per la poesia Urlo.
- È stato usato anche dai Radiohead nella prima strofa di Airbag, brano di apertura di OK Computer.
- Il termine è diventato di uso frequente nella cultura popolare per ribattezzare fortezze inespugnabili e nemici o mostri quasi invincibili.
- Così viene ribattezzata da Lovecraft l'auto di E. Hoffmann Price, esplorando la regione del Narragansett.